# كريستينا باتشيكو
كريستينا باتشيكو (بالإسبانية: Cristina Pacheco Vda. de Pacheco)‏ هي صحفية مكسيكية، ولدت في 13 سبتمبر 1941 في سان فيليبة ‏ في المكسيك.

## وصلات خارجية
- كريستينا باتشيكو على موقع IMDb (الإنجليزية)